# Шато-Гаяр (замок)
Шато-Гаяр (фр. Château Gaillard) — середньовічна фортеця, розташована в Нормандії в Анделі (департамент Ер), за 95 км від Парижа й 40 км від Руана. Замок височіє на 90 м над долиною річки Сени. Зведений англійським королем Річардом Левове Серце у 1196—1198 роках. Після тривалої облоги 1204 року його захопив французький король Філіп II. В середині XIV століття замок був резиденцією шотландського короля, що перебував у вигнанні, Давида II. Під час Столітньої війни Шато-Гаяр по черзі переходив то до англійців, то до французів. З 1449 року перебуває під контролем Франції. У 1599 році Генріх IV віддав розпорядження про знесення Шато-Гайара. Руїни замку охороняються державою як пам'ятка історії з 1862 року. Внутрішній двір замку відкрито для відвідання з березня до листопада, зовнішній — цілий рік.

## Історія

### Будівництво Шато-Гаяра
Будівництво замку почалось 1196 року. Річард Левове Серце, англійський король і герцог Нормандії потребував нову цитадель замість замку Жизор, який відійшов королю Філіпу Августу за умовами Іссуденського миру (1195). Його метою був захист Нормандії від Філіпа II, нова фортеця також мала слугувати базою, з якої Річард мав намір завоювати частину Вексена, що перебувала під контролем Франції. Річард намагався отримати землі під замок шляхом перемовин. Але Вальтер де Кутанс, архієпископ Руана, не бажав продавати їх, оскільки це була одна з найприбутковіших єпархій, — інші сильно постраждали під час війни. Річард захопив землі архієпископа. У листопаді 1196 року Вальтер де Кутанс вирушив до Рима, щоб домогтись заступництва папи Целестин III. Зі свого боку Річард також направив делегацію, що представляла його інтереси в Римі. Вальтер де Кутанс заборонив у Нормандії виконання всіх церковних дій і треб. Роджер Ховеденський пише про «непохованих мерців, які лежали просто на вулицях та майданах міст Нормандії». Розпорядження єпископа було скасовано у квітні 1197 року за вказівкою Целестина III після того, як Річард подарував Вальтеру де Кутансу два маєтки й порт Дьєпп.

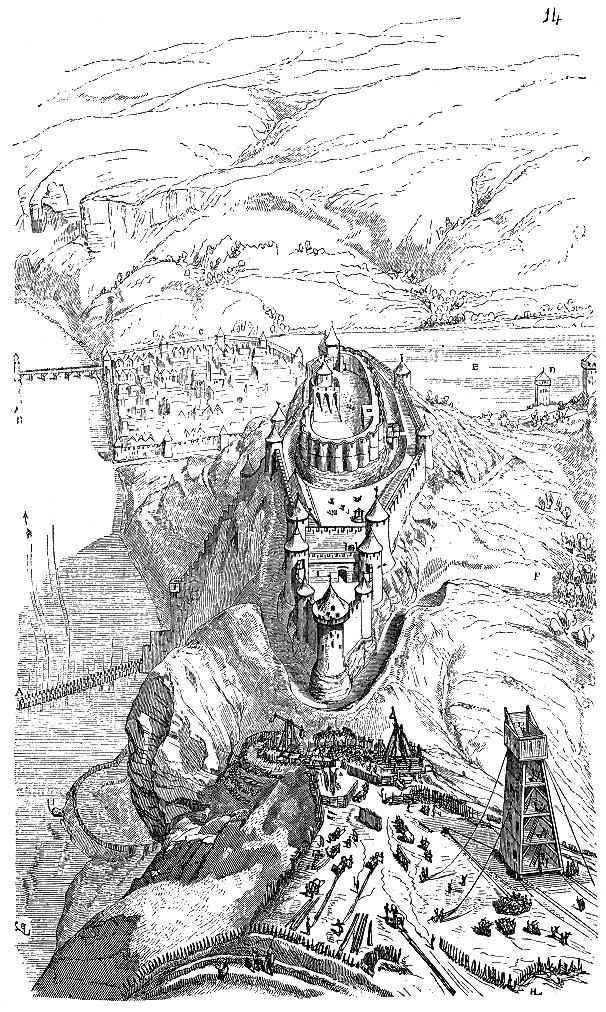
Замок Шато-Гаяр. Реконструкція Віолле-ле-Дюка

Замок було зведено у надзвичайно короткі терміни. Вже за два роки було завершено основні роботи. Одночасно біля підніжжя замку було збудовано місто Пті-Анделі. В документах, що стосуються до будівництва замку, немає відомостей про керівника будівництва, головного архітектора. Військовий історик Аллен Браун припустив, що роботами керував сам Річард, який часто бував у Шато-Гайарі. За приблизними оцінками будівництво Шато-Гайара стало англійській казні у 15—20 тис. фунтів — більше, ніж будівництво замків в Англії (7 тис. фунтів).
В останні роки життя Річарда Шато-Гаяр був його улюбленою резиденцією, де він проводив більше всього часу. Король пишався неприступністю замку й казав, що його неможливо захопити, «навіть якщо його стіни зроблено з масла».

### Взяття Шато-Гайара

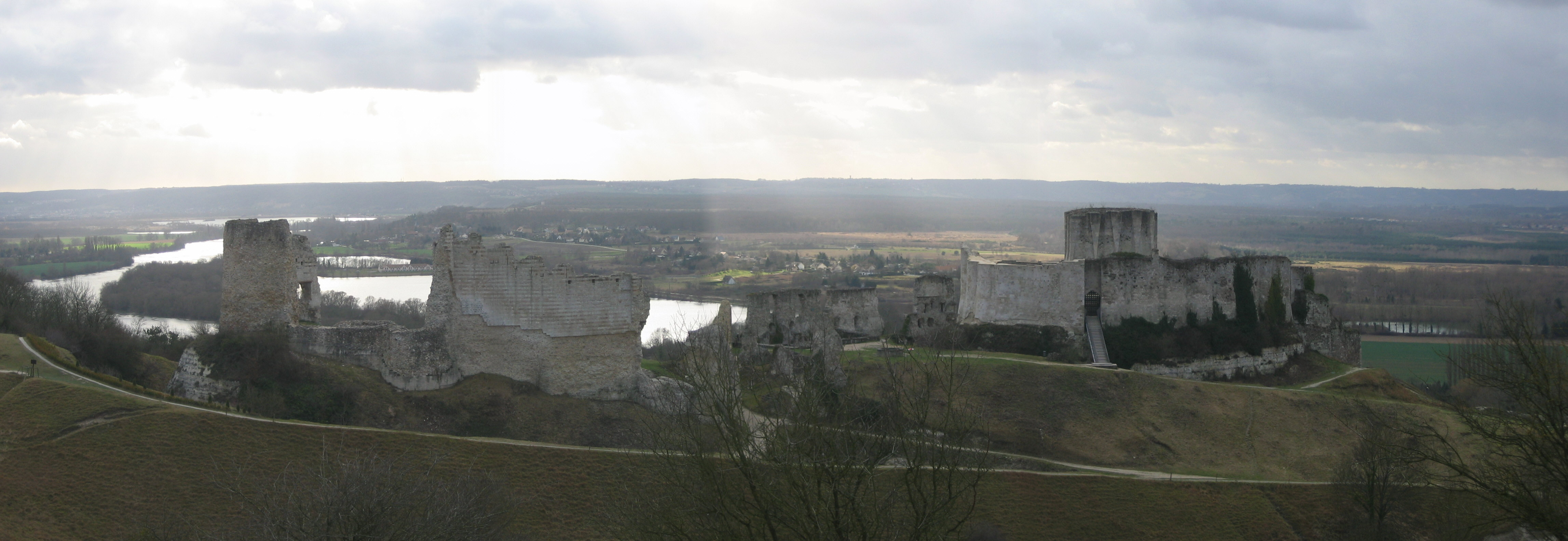
Панорамний вид на фортецю

За кілька років по смерті Річарда, в результаті тривалої облоги, що тривала з вересня 1203 року по березень 1204 року, Шато-Гаяр було захоплено військами Філіпа II. Новий король Англії, Іоанн Безземельний, нічим не допоміг замку і його взяття було лише питанням часу. Основним джерелом відомостей про облогу Шато-Гайара слугує поема Philippidos Гільйома Бертона, капелана Філіпа Августа, де приділялось мало уваги долі городян Анделі. Рятуючись від французьких солдат, які розграбували місто, місцеве населення тікало в Шато-Гаяр, збільшивши число зачинених у ньому в п'ять разів. За інших обставин замок міг витримати багатомісячну облогу, але для того, щоб прогодувати містян, провізії не вистачало. Намагаючись виправити становище, комендант Роже де Лейсі випустив з Шато-Гайара 500 цивільних осіб. Ця група городян була безперешкодно пропущена французами. Кілька днів по тому ще одна група цивільних осіб вийшла з фортеці. Французькі війська загнали людей назад за стіни фортеці, а комендант Шато-Гайара залишив їх між укріпленнями. Більша частина їх загинула від голоду й холоду. В лютому 1204 року Філіп Август наказав випустити тих, хто лишився в живих. Французи, підірвавши вежу, отримали доступ за першу лінію укріплень замку, а через каплицю проникли за другу. Англійці відступили у внутрішній двір фортеці. За деякий час французи прорвались крізь браму у внутрішній бейлі і гарнізон Шато-Гайара, який до того часу зазнав значних втрат, здався 6 березня 1204 року. З падінням Шато-Гайара було усунено головну перепону в завоюванні французами Нормандії.

### Під контролем Франції
1314 року в Шато-Гаяр були ув'язнені Маргарита і Бланка Бургундські, дві невістки короля Філіпа Вродливого, засуджені за перелюб.
Після поразки у битві під Галідон-Гіллом (1333) й окупації південної Шотландії Едуардом III в ході другої війни за незалежність, шотландський король Давид II і його наближені втекли до Франції. Давиду, на той час дев'ятирічному хлопчику, разом з нареченою Іоанною Плантагенет і двором французький король Філіп VI надав притулок у Шато-Гайарі. Замок був його резиденцією до повернення в Шотландію 1341 року.
У 1357 році деякий час у Шато-Гайарі утримувався Карл Злий (онук Маргарити Бургундської), заарештований Іоанном Добрим за організацію убивства конетабля Франції Карла де ла Серда.

### Столітня війна
Під час Столітньої війни, замок по черзі захоплювали англійці та французи. У січні 1419 року, після капітуляції Руана, більшість міст і замків Нормандії здались англійському королю Генріху V. Тільки п'ять замків регіону ще чинили опір англійцям: Шато-Гаяр (до грудня 1419 року), Шато-де-Жизор, Шато-де-Ла-Рош-Гийон, Іврі-ла-Батай, і Мон-Сен-Мішель. Після того, як пали й ці фортеці (окрім Мон-Сен-Мішель), Нормандія цілковито перейшла під контроль Генріха V, який позиціонував себе не як загарбник, а як господар цих земель, які у нього незаконно відняли. У 1430 році Етьєн де Віньйоль, відомий як Ла Гір, відвоював Шато-Гаяр для французької корони. В ході війни замок ще раз переходив під контроль англійців, а у 1449 році був остаточно відвойований французами.

### Нові часи
До 1571 року частково зруйнований замок втратив своє значення як військове укріплення. У 1599 році на запит Генеральних штатів король Генріх IV наказав зруйнувати Шато-Гаяр. Камінь від розбирання було дозволено використовувати ордену капуцинів для проведення будівельних робіт у монастирі. 1611 року роботи з розбирання укріплень Шато-Гайара були припинені. У 1862 році руїни замку було оголошено історичною пам'яткою. У 1962 році в Ле Анделі пройшла Конференція із внеску норманів до середньовічної військової архітектури. Військовий історик Аллен Браун, який узяв участь у цій конференції зазначив, що Шато-Гаяр знаходиться у задовільному стані. У 1990-их роках на території замку було проведено археологічні розкопки. Археологи шукали докази припущення Віолле-ле-Дюка про наявність північного входу до фортеці, однак ця гіпотеза не підтвердилась. Нині внутрішній бейлі замку відкрито для публіки з березня до листопада, а зовнішні — цілий рік.

## Особливості планування Шато-Гайара

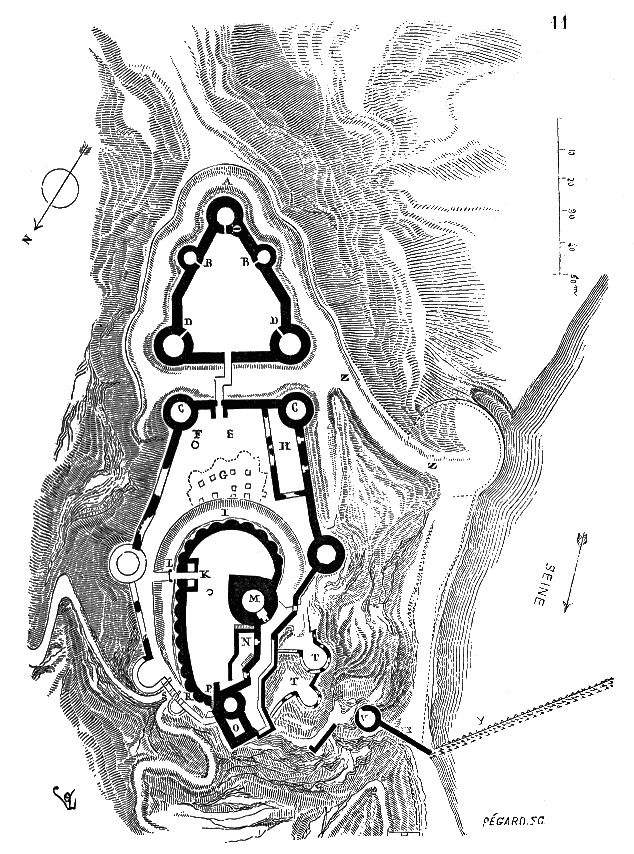
Шато-Гаяр. У верхній частині плану зображено зовнішній бейлі, у нижній — внутрішній

Шато-Гаяр зведено за принципом концентричного замку й мав три кільця стін, розділених сухими ровами. Однак планування укріплень Шато-Гайара не була суворо концентричним: друга й третя стіни місцями були об'єднані, підпираючи одна одну. Доступ до замку був можливим тільки з південного боку. Звідси ті, хто атакував, мали подолати три рубежі оборони — зовнішній, середній та, нарешті, внутрішній двір, де розташовувався донжон. Як правило, архітектурні комплекси замків — результати кількох етапів будівництва, що неодноразово змінювали їхній образ. Однак Шато-Гаяр в основному зберіг первинне планування й не перебудовувався за винятком вхідної вежі, яку було зруйновано під час облоги 1204 року й відновлено вже за Філіпа Августа. Шато-Гаяр один з перших європейських замків з машикулями — виступами у верхній частині стін з отворами, які дозволяли обороняти простір біля їхнього підніжжя. Західна Європа познайомилась із машикулями в епоху хрестових походів. До XIII століття вежі в замках були оточені дерев'яними галереями, що виконували ту саму роль, що й машикулі.